# Друзь Роман Михайлович
Роман Михайлович Друзь (12 жовтня 1991, с. Борщівка, Тернопільська область — 11 червня 2022, біля м. Вугледар, Донецька область) — український військовослужбовець Збройних сил України, учасник російсько-української війни.

## Життєпис
Роман Друзь народився 12 жовтня 1991 року в селі Борщівці, нині Борсуківської громади Кременецького району Тернопільської области України.
У 2014—2015 роках брав участь в АТО.
З початком російського вторгнення в Україну 2022 року пішов у територіальний центр комплектування та соціальної підтримки. Загинув 11 червня 2022 року внаслідок артилерійського обстрілу біля м. Вугледар на Донеччині.
Похований 17 червня 2022 року в родинному селі.
Залишилися дружина та двоє синів.

## Вшанування пам'яті
У жовтні 2023 року в родинному селі відкрили пам'ятну дошку Романові Друзю.